# پیتر کینگ
پیتر کینگ (انگلیسی: Peter King؛ زاده ۵ آوریل ۱۹۴۴)  نمایندهٔ حوزه انتخابیه دوم نیویورک از جمهوری‌خواه در مجلس نمایندگان ایالات متحده آمریکا است که برای نخستین‌بار در ۱۵ ژانویه ۱۹۹۳ میلادی به‌عضویت این مجلس درآمد. وی در تاریخ ۱۱ نوامبر ۲۰۱۹ اعلام کرد که در انتخابات ریاست جمهوری ۲۰۲۰ آمریکا شرکت نخواهد کرد وقصد دارد بازنشسته شود.